# Kunal Nayyar
Kunal Nayyar (Hounslow, Londen, 30 april 1981) is een Britse acteur van Indiase afkomst. Hij is bekend van zijn rol als Rajesh Koothrappali in de serie The Big Bang Theory. Ook sprak Nayyar de stem in van Gupta, een das die als vlag dient op het schip van kapitein Gutt in Ice Age 4: Continental Drift. Hij zingt dan ook mee met Captain Gutt's Sea Shanty.

## Jeugd
Nayyar is geboren in Londen en opgevoed in New Delhi. In 1999 verhuisde hij naar de Verenigde Staten, waar hij zijn Bachelor of Science behaalde aan de Universiteit van Portland. Tijdens zijn verblijf aan de universiteit nam hij acteerles. Na meegedaan te hebben aan het American College Theater Festival, besloot hij beroepsacteur te worden. Vervolgens behaalde hij zijn Master of Fine Arts aan de Temple University in Philadelphia.